# Келли, Майк (музыкант)
Ма́йк Ке́лли (анг. Mike Kellie; род. 24 марта 1947 — 18 января 2017, Бирмингем, Англия) — британский мульти-инструменталист, продюсер и автор песен. Он играл в нескольких группах, а также выпустил сольный альбом.
За более чем 50-летнюю карьеру Келли была участницей рок групп The VIP's, Spooky Tooth и The Only. Он также был плодовитым сессионным музыкантом и работал с The Who над саундтреком к фильму Tommy, Joe Cocker, Traffic, Джордж Харрисон, Джерри Ли Льюис, Питер Фрэмптон, Bee Gees Морис Гибб, Гэри Райт , Джонни Тандерс, Лютер Гросвенор, Нил Иннес, Стив Гиббонс, Крис Джаггер, Нанетт Уоркман, Шон Тайла, Джим Капальди, Пэт Трэверс и Энди Фрейзер.
В 2014 году Келли выпустил свой дебютный сольный альбом «Music from The Hidden», еще будучи участником The Only Ones. Он умер 18 января 2017 года после непродолжительной болезни.

## Биография
Келли родился в Бирмингеме, Англия, в немузыкальной семье. В детстве он рано проявил интерес к ритму, тренируясь на угольном челноке с щетками для очага, чтобы имитировать малый барабан. В подростковом возрасте он присоединился к группе St. Michaels Youth Club в качестве барабанщика. Позже он играл в "The Track" в спортивном центре Tudor Grange Sports Center в Солихалле. На основе этой работы Брайан «Монк» Ффинч пригласил его сыграть с Wayne and the Beachcombers в Бирмингеме, с чего началась его карьера профессионального музыканта.
Келли играл в группе молодежного клуба St. Michaels в подростковом возрасте, прежде чем присоединиться к Wayne and the Beachcombers, где началась его профессиональная карьера музыканта. Затем он играл с The Locomotive в 1966 году, а затем с The VIP's . После этого он присоединился к Spooky Tooth певца Гэри Райта . Когда популярность группы пошла на убыль, он совершил поездку по Франции с группой Джонни Холлидея в 1974 году.
В 1976 году он был одним из основателей The Only Ones . Эта группа записала три альбома на CBS и выпустила хит « Другая девушка, другая планета». Позже было выпущено несколько сборников группы. С 1978 года он также играл за The Living Dead . Когда в 1981 году The Only Ones объявили о своем распаде, Келли переехала в район Торонто в Канаде и четыре года не занималась музыкой. За это время он научился играть на фортепиано и развил свой писательский талант как автор песен.
В 1985 году он вернулся на Британские острова и стал пастухом в Северном Уэльсе и Шотландии. В 2004 году он принял участие в воссоединении Spooky Tooth, а с 2007 года снова выступал с The Only Ones в Европе и Японии, а также для BBC . Возобновление деятельности The Only Ones продолжалось до 2010 года.
Далее Келли работал над своим первым сольным альбомом под названием Music from the hidden . На этом альбоме он отыграл сессии на барабанах, органе, басу и гитаре. Ему также помогали некоторые другие музыканты.

## Перерыв в музыке и более поздняя карьера
Вернувшись в Великобританию в 1985 году, Келли провел несколько лет на фермах в Северном Уэльсе и Шотландии, где стал пастухом. В 1999 году Келли воссоединилась с Майком Харрисоном, Лютером Гросвенором и Грегом Ридли под псевдонимом Spooky Tooth. Вместе они выпустили альбом Cross Purpose.
В 2004 году Келли воссоединилась с Майком Харрисоном и Гэри Райтом, чтобы отыграть концерты в Германии в качестве нового воплощения Spooky Tooth. Позже группа выпустила DVD «Nomad Poets» с живыми выступлениями из Worpswede и Hamburg, Германии.
В 2007 году Only Ones реформировались, гастролируя по Великобритании, Европе и Японии, а также выступление на BBC ТВ, позже с Джулсом Холландом.
В 2010 году, когда Only Ones ушли в очередной творческий отпуск, Келли начал записывать свой собственный музыкальный сборник, который стал его первым сольным альбомом. Альбом под названием «Music from The Hidden» был спродюсирован Келли, которая также играла на барабанах, органе, басу и акустической гитаре, перкуссии и пел вокал.
Есть также работы Гордона Джексона (акустическая гитара), Финли Баркера и Тони Келси (гитары), Стива Уинвуда (орган, мандолина и бас), Билла Ханта, Леви Френча и Тони Арисса (фортепиано), Роба Харрисона ( бас) Стив Гиббонс (бэк-вокал) и Грег Платт Лейк (гитара и вокал).
Келли была видна среди музыкантов, представленных на шести компакт-дисках «Антологии Джесс Роден».
Он участвовал в сессиях 2011 года для реюнион-альбома Distractions «The End of the Pier», который был выпущен на Occultation Records в 2012 году.

## Смерть
Он скончался в возрасте 69 лет.

## Дискография
Студийный альбом
- Музыка из Скрытого